# Sächsische IV T
Als Gattung IV T bezeichneten die Königlich Sächsischen Staatseisenbahnen zweifach gekuppelte Tenderlokomotiven für den Personenzugdienst.

## Geschichte
Konstruktiv basierten die Lokomotiven auf der Gattung T 5.1 der Preußischen Staatsbahn. Trotz der sich herausstellenden Mängel, wie der unruhige Lauf bei hoher Geschwindigkeit, welcher zu Entgleisungen führte, wurden 91 Exemplare dieser Lokomotive von 1897 bis 1909 in mehreren Baulosen beschafft. Auf sächsischen Strecken kommt es ohnehin weniger auf eine große Höchstgeschwindigkeit, sondern wegen des relativ kurzen Haltestellenabstandes eher auf ein gutes Beschleunigungsvermögen an.
Die ersten Lokomotiven erhielten noch Namen nach sächsischen Kleinstädten und wurden als VIII bb T geführt, 1900 wurde die Bezeichnung dann in IV T geändert.
Die Lok 1727 war die Vorspannlokomotive beim schweren Zugunglück am Harrasfelsen zwischen Braunsdorf und Frankenberg auf der Bahnstrecke Roßwein–Niederwiesa am 14. Dezember 1913. Die Vorspannlokomotive verrichtete – kaum zu glauben, betrachtet man sich die Unglücksbilder – repariert noch bis 1933 als 71 322 ihren Dienst. 
Die Deutsche Reichsbahn übernahm noch 85 Maschinen dieses Typs und gab ihnen die Nummern 71 301–385. Sechs Fahrzeuge wurden noch kurz vor der Umzeichnung ausgemustert, um 1930 folgte eine weitere Ausmusterungswelle. Nach dem Zweiten Weltkrieg verblieben zwei Maschinen bei der ČSD, während zur Deutschen Reichsbahn zehn Lokomotiven gelangten. Die Fahrzeuge wurden bei der Deutschen Reichsbahn bis 1955 ausgemustert, es blieb kein Exemplar erhalten.

## Technische Merkmale
Kessel und Triebwerk
Der Langkessel bestand aus zwei Schüssen.
Die Naßdampflokomotiven besaßen ein Zweizylindertriebwerk, dessen Kolbenhub 600 mm sowie der Durchmesser 430 mm betrug. Die Treibstange wirkte auf die zweite Achse des Zweikupplers, dessen Raddurchmesser 1590 mm betrug. Die außenliegende Heusinger-Steuerung war noch mit Hängeeisen ausgeführt.
Fahrwerk und Rahmen
Der feste Radstand der zwei gekuppelten Treibachsen betrug 2000 mm, der Gesamtrachsstand 6800 mm. Die beiden Laufachsen waren als Adamsachse ausgeführt.
Die ersten Lieferserien hatten einen 12 mm starken genieteten Blechrahmen, ab dem Baujahr 1902 war der Rahmen 20 mm stark. Bei den letzten Bauserien wurden zudem Aussparungen im Feuerbüchsbereich gelassen.
Neben der obligatorischen Wurfhebelbremse als Handbremse stand die auf beide Kuppelradsätze wirkende Westinghouse-Bremse zur Verfügung. Die dafür notwendige Luftpumpe war rechts der Rauchkammer angeordnet.
Vorräte
Innerhalb der Rahmenwangen befand sich ein Rahmenwasserkasten mit 5,6 m³ Fassungsvermögen, ab 1906 wurden die Lokomotiven mit zusätzlichen seitlichen Wasserkästen geliefert. Damit war der Wasservorrat auf 7,5 m³ gestiegen. Alle zuvor gelieferten Maschinen hat man so nachgerüstet. Auch der Kohlevorrat von 1,6 t wurde nachträglich bei einigen Fahrzeugen vergrößert und/oder um einen Kohlenkastenaufsatz ergänzt, damit konnten maximal 2 m³ Kohle geladen werden.
Sonstiges
Die Maschinen wurden ohne Dampfläutewerk geliefert, dieses wurde erst später vor dem Schornstein, oder bei alten Kesseln auch zwischen den Sandkästen, montiert. Die ersten Lieferserien besaßen ein Führerhaus mit großem Türausschnitt, ab dem Baujahr 1902 waren die Loks stattdessen mit seitlichen Schiebefenstern ausgestattet. Der Lüftungsaufsatz auf dem Führerhausdach wurde nachträglich noch um vier Lüftungshauben ergänzt.

## Galerie

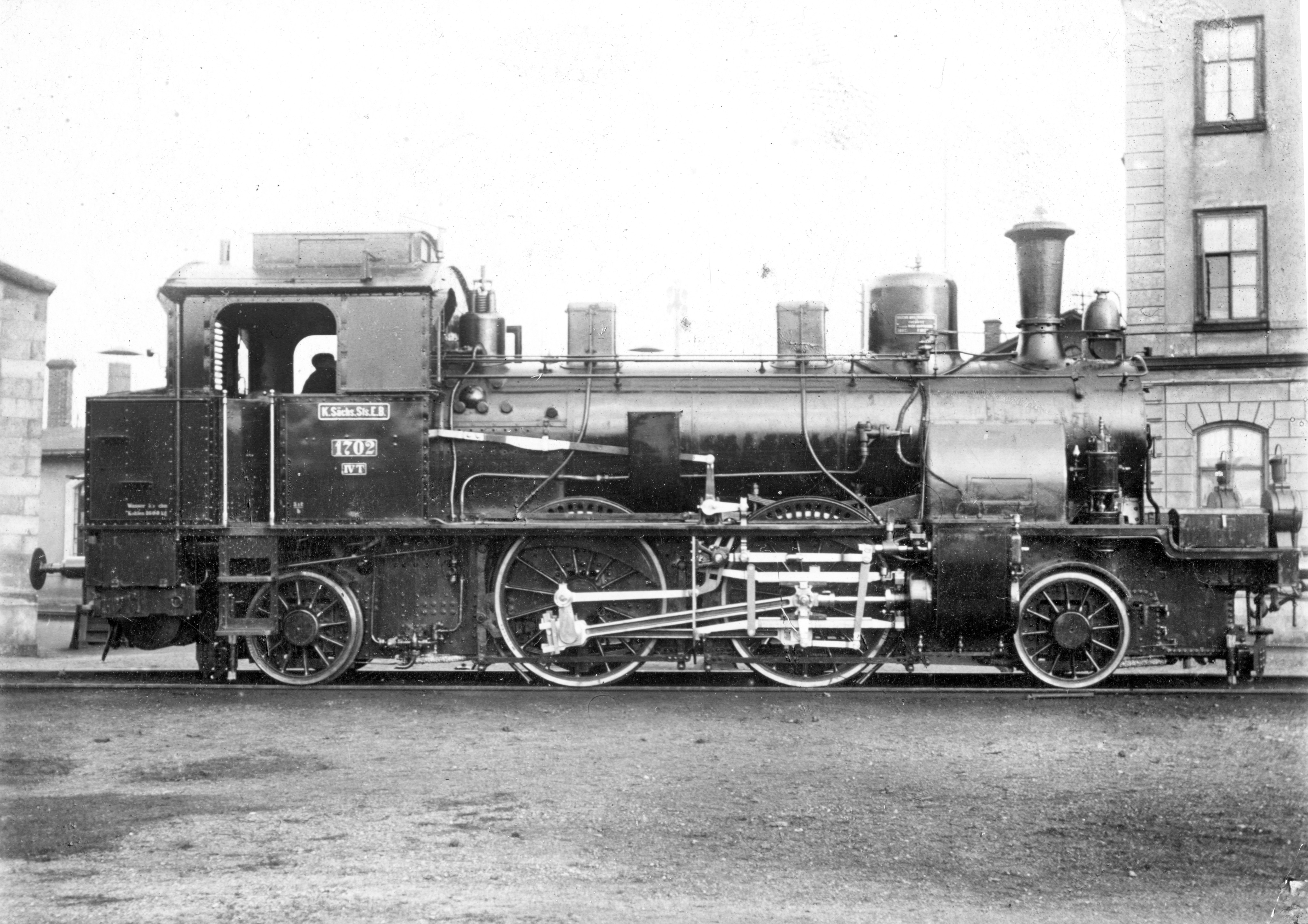
Sächsische IV T Nummer 1702
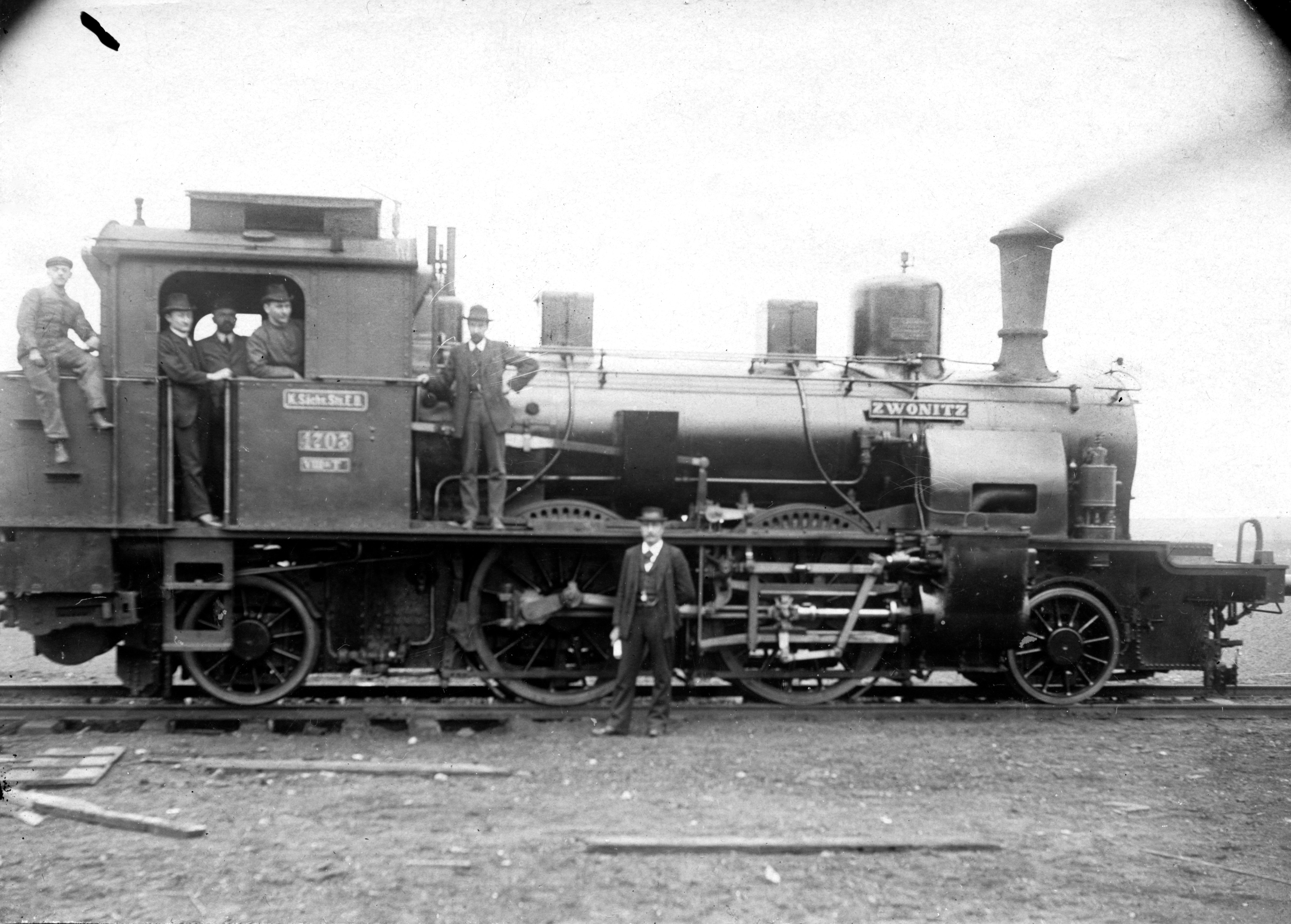
Sächsische IV T Nummer 1703 (vermutlich im März 1898)
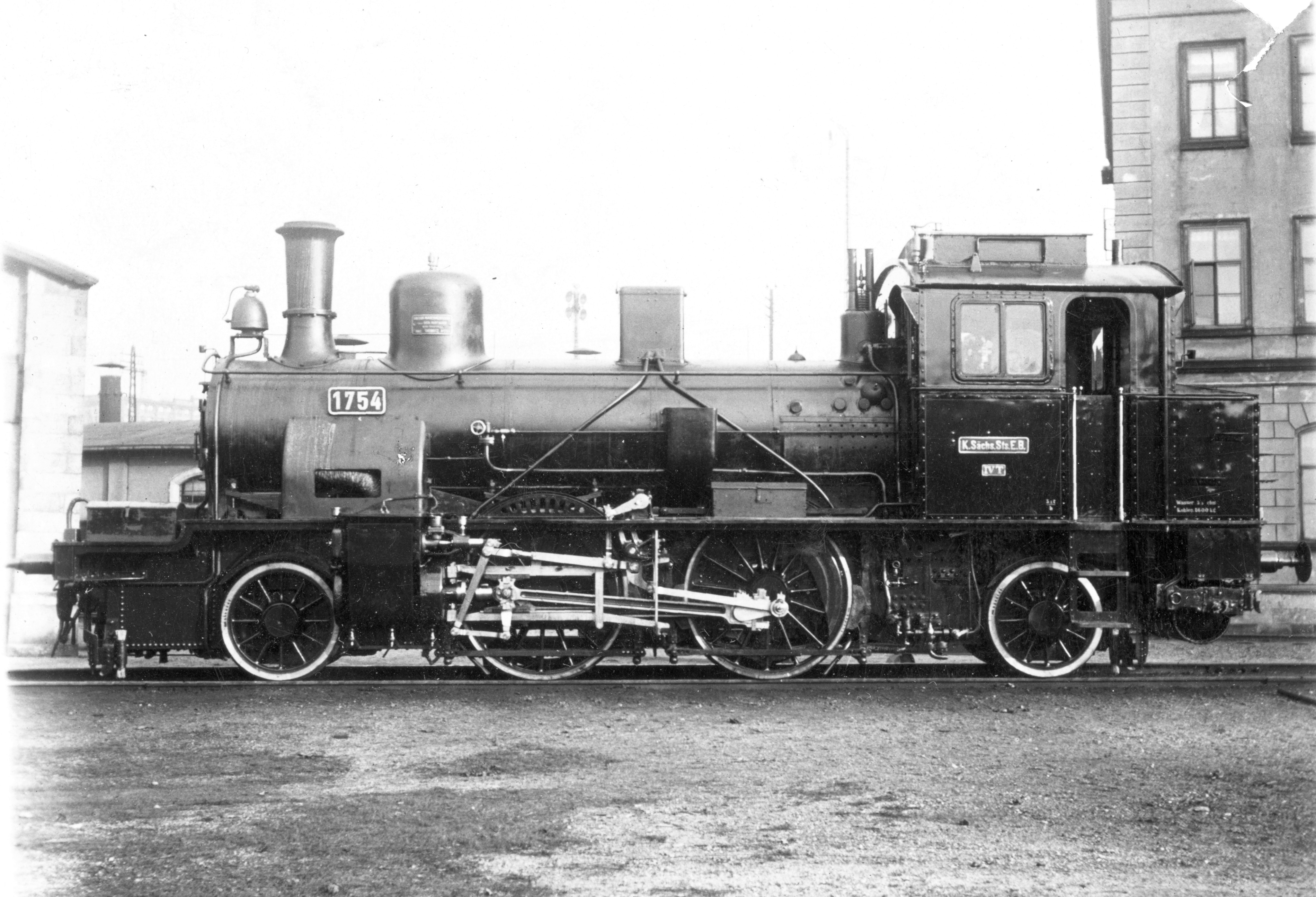
Sächsische IV T Nummer 1754